# Пото-Пото
Пото-Пото (фр. Poto-Poto) — один из семи округов (районов) в городе Браззавиль, столице Республики Конго.
Название Пото-Пото происходит от распространённого в колониальном Конго топонима, который в переводе означал «грязь».

## История
Пото-Пото был основан французскими колонистами в 1909 году, к северо-востоку от центра Браззавиля, где разрешалось жить только белым. Французские колонисты создали Пото-Пото для заселения его чернокожими рабочими, которые в тот период начали массово переселяться в Браззавиль.
Помимо переселенцев из северных и центральных областей Конго, в Пото-Пото также переезжали эмигранты из других французских колоний в Африке, таких как Чад и Убанги-Шари, вследствие чего Пото-Пото быстро занял статус самого густонаселённого района Браззавиля. Годонимы Пото-Пото отражают происхождение жителей района, так как зачастую они носят названия городов или древних государств располагавшихся на территории Конго (ул. Дагомея, ул. Яунде), а также народов и этнических групп, когда-либо проживавших здесь (ул. Батеке, ул. Занде, ул. Мбоши). В течение пяти лет после постройки французские власти разделили Пото-Пото на несколько частей по этническому признаку.
Перед Деколонизацией Африки в 1959 году, в Пото-Пото произошли события послужившие началом конфликта между южными и северными конголезцами, который позднее охватил весь Браззавиль. Во время гражданской войны в Республике Конго Пото-Пото был разграблен оппозиционным движением «Кобра», после чего был обстрелян правительственными силами.
Названия самых старых улиц города отражают крайне разнообразный и космополитичный этнический состав его первых жителей, как и его нынешнее население, насчитывающее около 1000 человек: монго, дагомейцы, яунде, бангалы, хауса, кассаи, банзири, баконго и т. д. Они происходят из Верхнего Конго, Нижнего Конго, Центральной и Западной Африки. Коммуна Пото-Пото была создана в 1911 году как коренная коммуна указом № 2623 от 31 декабря 1943 года генерал-губернатора Американских экспедиционных сил, офицера ордена Почётного легиона Феликса Эбуэ.

## Географическое расположение
По району проходят две главные улицы города: авеню де ла Пэ (идущая с севера на юг) и авеню де Франс, (идущая с востока на запад). Южнее Пото-Пото находится депо железной дороги Конго — Океан. На севере расположен крупный жилой район Мунгали, административно входящий в состав Пото-Пото, за что местные жители иногда его называют «Пото-Пото 2». На востоке Пото-Пото граничит с районом Уэнзе, на западе район граничит с правительственной и коммерческой зоной под названием «Ле Плато».

## Достопримечательности

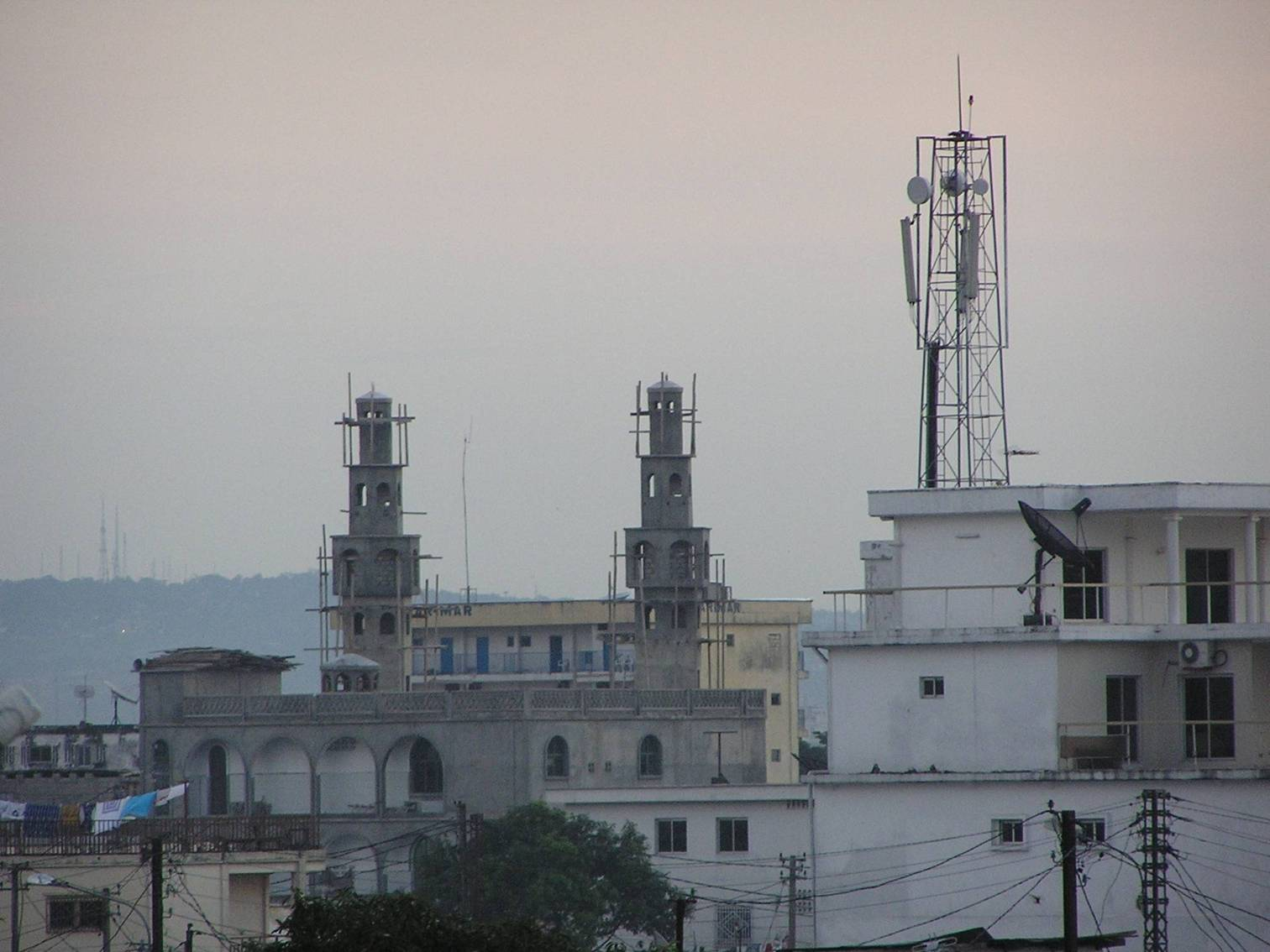
Вечерний вид на одну из мечетей Пото-Пото

В 1990-х годах в Пото-Пото было построено несколько церквей и мечетей, ставших дополнением к уже имеющейся католической базилике Святой Анны и мечети Масджид аль-Сунна, вмещающей в своих стенах около 2000 прихожан и поэтому получившей статус самой большой мечети в Республике Конго. Базилика Святой Анны — одна из самых известных достопримечательностей Браззавиля, уникальная церковь со стрельчатыми каменными арками, построенная в 1949 году и расположенная рядом с мысом Ронд-Пойнт.
Помимо этого в Пото-Пото находится один из крупнейших столичных рынков и крупный художественный центр под названием «Школа живописи Пото-Пото», основанный в 1951 году.
В 2012 году Муниципальный совет Браззавиля принял «Стратегию развития культуры и туризма», где отдельное место уделялось сохранению исторического наследия Пото-Пото, а также созданию новой культурной инфраструктуры в районе.